# Xenopirostris polleni
El vanga de Pollen (Xenopirostris polleni) es una especie de ave en la familia Vangidae. Se encuentra amenazada por pérdida de hábitat.

## Distribución y hábitat
Es endémica de Madagascar. Sus hábitats naturales son los bosques bajos húmedos subtropicales o tropicales y los bosques montanos húmedos subtropicales o tropicales.